# Wabush
Wabush – miasto w Kanadzie, w prowincji Nowa Fundlandia i Labrador. Leży na półwyspie Labrador niedaleko granicy z Quebekiem, zostało założone w 1967 roku.
Liczba mieszkańców Wabush wynosi 1 739. Język angielski jest językiem ojczystym dla 97,4%, francuski dla 1,4% mieszkańców (2006).